# Musterplatz (Bozen)
Der Musterplatz (italienisch Piazza della Mostra) ist ein Platz mitten im Altstadtbereich der Südtiroler Landeshauptstadt Bozen. Seinen Namen verdankt er seiner frühneuzeitlichen Funktion als Ort der militärischen Musterung (s. Musterplatz). Der Platz wird gerahmt vom klassizistischen Palais Pock mit dem Gasthof Zur Kaiserkrone, der den im 18. Jahrhundert abgerissenen Bozner Stadtsitz der Herren von Liechtenstein ersetzte. In ihm befand sich das älteste Stadttheater Bozens, ehe ab 1913 das neue, im Zweiten Weltkrieg zerstörte Theater im Bahnhofspark errichtet wurde.
Geschichtlich wird der Musterplatz erstmals um 1450 urkundlich genannt: Er fungierte damals als Pferdemarkt, wie eine landrichterliche Verfügung belegt, wonach niemand im Stadtbereich Pferde vorführen solle als „auf der rechten Musterstadt“. Wenig später, um 1470/80, ist der heutige Name als „auff der Muster in der stat Potzen“ und „die gmain Muster“ ausdrücklich bezeugt.
Der Musterplatz liegt an der von neuzeitlichen Stadtpalais gesäumten Mustergasse; unter den Bauten ragen die Palais Trapp, Campofranco und Menz hervor.
Bis um die Mitte des 20. Jahrhunderts befand sich im ostseitigen Gebäude des Platzes das Cafè Kusseth, ein Kaffeehaus nach Art der Wiener Cafés.